# I. e. 506
Évszázadok: i. e. 7. század – i. e. 6. század – i. e. 5. század
Évtizedek: i. e. 550-es évek – i. e. 540-es évek – i. e. 530-as évek – i. e. 520-as évek – i. e. 510-es évek – i. e. 500-as évek – i. e. 490-es évek – i. e. 480-as évek – i. e. 470-es évek – i. e. 460-as évek – i. e. 450-es évek
Évek: i. e. 511 – i. e. 510 – i. e. 509 – i. e. 508 –  i. e. 507 – i. e. 506 – i. e. 505 – i. e. 504 – i. e. 503 – i. e. 502 – i. e. 501

## Események
- Római consulok: Spurius Larcius Rufus és Titus Herminius Aquilinus